# 샤론 선언문
샤론 선언문 ( Sharon Statement )은 자유를 위한 젊은 미국인들에서 채택한 선언문이다. 이 선언문은 1980년대의 공화당 (미국) 지도부에게 막강한 영향을 미친 선언문이다. 스탠턴 이반스가 작성했으며, 1960년 9월 11일에 윌리엄 F. 버클리 주니어의 저택에서 채택되었다.

## 내용
전체 400개의 단어로 되어 있으며, 전통적인 보수주의, 자유주의, 반공주의의 혼합으로 구성되어 있다.
1. 개인의 자유와 통치권은 신으로부터 왔다.
2. 정치적 자유는 경제적 자유없이는 불가능하다.
3. 제한적 정부와 헌법의 제한적 해석
4. 자유 시장 제도는 모든 것에 우선한다.
5. 공산주의는 포함되어서는 안되며, 반드시 이겨야 한다.